# Carl's Jr.

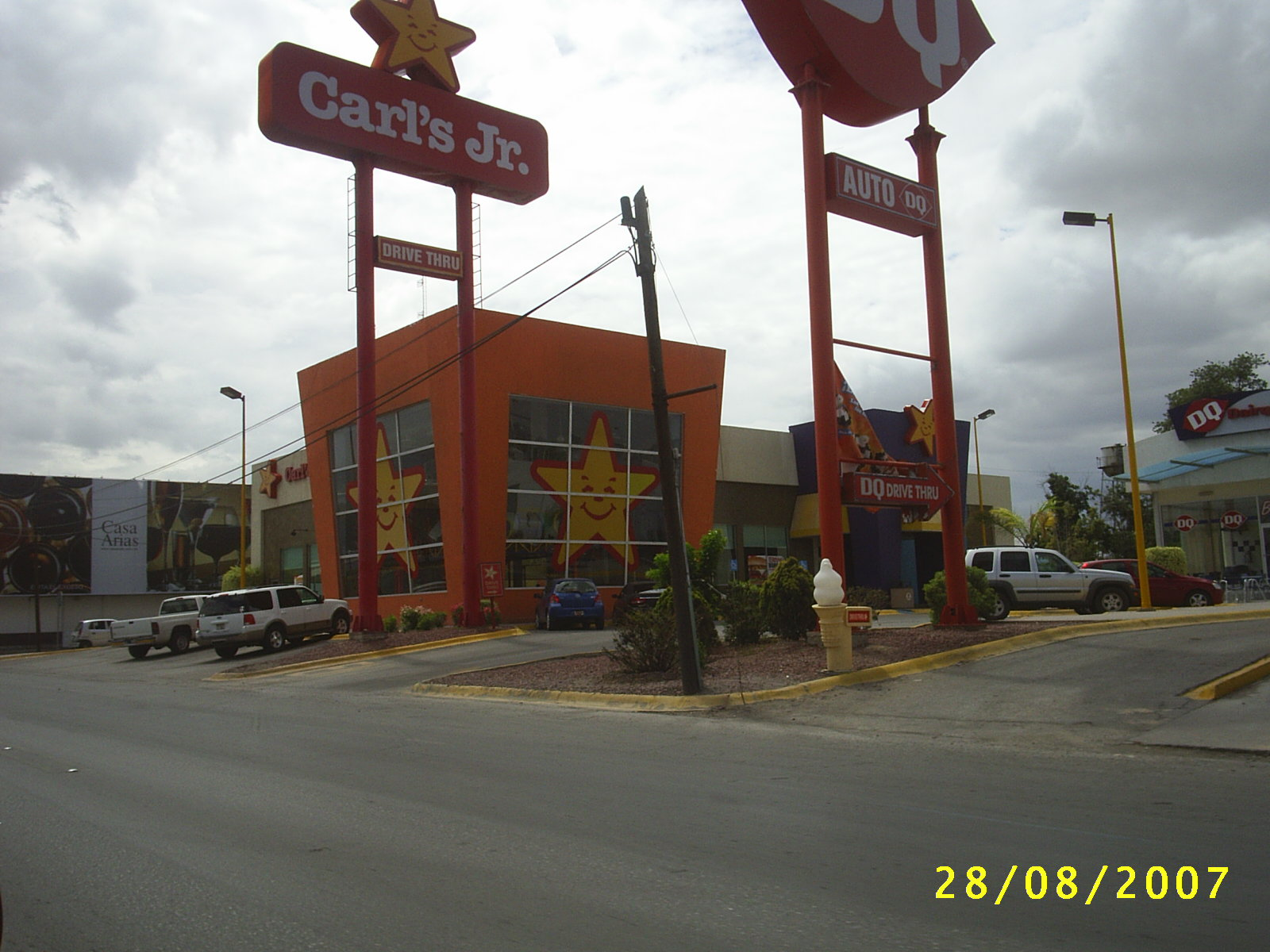
Restaurante de Carl's Jr. en Torreón, Coahuila, México.

Carl's Jr. es una cadena de restaurante de comida rápida originada en los Estados Unidos y actualmente presente en el resto del mundo. 
Fue fundada en 1941 por Carl Karcher y es propietario de CKE Restaurants. Sus mayores competidores son McDonald's, Burger King y Wendy's.

## Historia
Carl Karcher comenzó a trabajar en el sector alimenticio en 1941, con varios establecimientos de hot dogs en Los Ángeles, California. En 1945, Karcher adquirió un restaurante independiente en Anaheim, California llamado Carl's Drive-In Barbeque. En 1956, Karcher abrió los dos primeros restaurantes de Carl's Jr.; llamado así por el mismo Karcher ya que los consideraba los "hijos" de su primer restaurante. La cadena se caracterizó por su servicio rápido y su logotipo, la estrella feliz de color amarillo brillante. Hardee's, otro restaurante de CKE Restaurants también posee el mismo logotipo.
En 1981, con 300 restaurantes en funcionamiento, Carl Karcher Enterprises se convirtió en una compañía pública.
Carl's Jr. se expandió rápidamente, y actualmente tiene más de 1.000 restaurantes en 13 estados de los Estados Unidos, así como en México, donde abrió sus primeras sucursales en 1991 en Monterrey, Nuevo León y Tijuana, Baja California, siendo este el país con mayor presencia de la cadena fuera de los Estados Unidos, con 300 sucursales en 2021. Anteriormente, había dos restaurantes en Malasia, uno abierto en Ampang Point que cerró sus puertas en 1998, y otro que se abrió cerca de Lake Gardens, actualmente también cerrado.
Los productos que se ofrecen incluyen el Double Western Bacón, Cheeseburger y el Six Dollar Burger. En mayo de 2005, Carl's Jr. introdujo "The Spicy BBQ Six Dollar Burger" en una campaña publicitaria (ver abajo).
En 1996 y 1997, CKE Restaurants compró los almacenes restantes de Burger Chef donde quiera en los Estados Unidos en el Pacífico, en las Montañas y en el este, adoptando el nombre de Carl's Jr..
En 1997, CKE Restaurants adquirió Hardee's, un restaurante con 2.500 localizaciones en el medio, sur y este de los Estados Unidos. Los restaurantes de Hardee's se están convirtiendo gradualmente en Carl's Jr., con los mismos productos y uniforme de los empleados, adoptando el mismo logotipo. La cadena ha abierto por lo menos un restaurante en Hollywood, California. 
En 2002, CKE Restaurants Inc. adquiere Santa Barbara Restaurant Group. En 2004, inauguran una sucursal en Reynosa, Tamaulipas en el centro comercial más grande de esta ciudad. En 2006, Carl's Jr. opera 1.049 restaurantes en los 13 estados de los Estados Unidos. También hay nuevos restaurantes de Carl's Jr. en Kenia desde 2007.
En octubre de 2006, junto a su hermana Hardee's, iniciaron una promoción con The Palms para vender una comida combo de $6,000 USD exclusivamente.[cita requerida]
En octubre de 2012 es inaugurado el primer restaurante en Agora Mall en la ciudad de Santo Domingo en la República Dominicana.
El 3 de noviembre de 2014, es inaugurado el primer restaurante en Honduras, precisamente en la ciudad de San Pedro Sula.
En 2016, la franquicia se extendería con un restaurante más en San Pedro Sula y dos en Tegucigalpa. 
En 2015, inaugura su primer restaurante en Colombia en la ciudad de Bogotá.
En 2015, inaugura su primer restaurante en Guatemala, abriendo en 2016 3 restaurantes más.
En la ciudad de Mexicali, Baja California, se encuentran 10 restaurantes, mientras que en Tijuana del mismo estado, se encuentran 14 sucursales, cabe destacar que una de estas sucursales es la más visitada a nivel mundial.[cita requerida]
En 2017, abrió sus puertas una sucursal en el centro comercial Metrocentro en Managua, Nicaragua. Así mismo se anunció que abrirán 6 sucursales en los próximos 5 años incluyendo esta y la que ya está en construcción en el centro comercial Galerías Santo Domingo.
En febrero de 2017, inaugura su primer restaurante en la comuna de Providencia en la ciudad de Santiago, Chile. Con la apertura de Carl’s Jr. en Chile, son 35 países en los que la marca opera, jugando un papel clave en los mercados de Centroamérica y empezando en Sudamérica. 
En el otoño de 2017, inaugura su primer local en Madrid, España.
En 2018, trasladó su sede central desde Anaheim, California a Franklin, Tennessee.
El 29 de agosto de 2022, se anunció su llegada a Argentina. Tenían previsto abrir 7 sucursales en el país desde agosto de 2023, pero a la fecha aún no hay novedades en el país al respecto.

## Patrocinios deportivos

### Fútbol
- Club Tijuana Xoloitzcuintles de Caliente (México) (2009-actualidad)
- Club de Fútbol Monterrey (México) (2013-2019; 2024-actualidad)
- Dorados de Sinaloa (México)  (2013-actualidad)
- Zacatepec Siglo XXI (México)  (2015-2020)
- CF Mérida (México)   (2015-2025)
- Club León (México) (2018-actualidad)
- Club Puebla (México) (2020-actualidad)
- Club Tigres (México) (2021-actualidad)
- Club Deportivo Guadalajara (México) (2023-actualidad)
- Atlante FC (México) (2022-2024)
- Atlas FC (México) (2022-actualidad)
- Leones Negros de la U. de G. (México) (2020-actualidad)
- Club Toluca (México) (2024-actualidad)
- Club América (México) (2024-actualidad)
- Club Necaxa (México) (2024-actualidad)
- Mazatlán Fútbol Club (México) (2024-actualidad)
- Club Tijuana Xoloitzcuintles de Caliente Femenil (México) (2018-actualidad)
- Club Tigres Femenil (México) (2021-actualidad)
- Club Puebla Femenil (México) (2022-actualidad)
- Club Guadalajara Femenil (México) (2023-actualidad)
- Club Monterrey Femenil (México) (2024-actualidad)
- Club León Femenil (México) (2024-actualidad)
- Club América Femenil (México) (2024-actualidad)
- Club Necaxa Femenil (México) (2024-actualidad)
- Mazatlán Fútbol Club Femenil (México) (2024-actualidad)
- Club Toluca Femenil (México) (2024-actualidad)
- Vallas publicitarias en diversos estadios de la Liga MX y Liga MX Femenil, especialmente Caliente, Azteca, Akron y Olímpico Universitario (México)
- Portland Timbers (Estados Unidos) (2020-actualidad)

### Béisbol
- Toros de Tijuana (México)
- Cañeros de Los Mochis (México)
- Tomateros de Culiacán (México)
- Águilas de Mexicali (México)
- Charros de Jalisco (México)
- Naranjeros de Hermosillo (México)
- Yaquis de Ciudad Obregón (México)
- Saraperos de Saltillo (México)
- Venados de Mazatlán (México)
- Dorados de Chihuahua (México)
- Rieleros de Aguascalientes (México)
- Los Angeles Dodgers (Estados Unidos)
- Los Angeles Angels of Anaheim (Estados Unidos)
- San Diego Padres (Estados Unidos)

### Baloncesto
- Dorados de Chihuahua (México)
- Los Angeles Lakers (Estados Unidos)
- Los Angeles Clippers (Estados Unidos)

### Fútbol Americano
- San Diego Chargers (Estados Unidos)

### Hockey
- Anaheim Mighty Ducks (Estados Unidos)

### Bádminton
- Campeonato Mundial de Bádminton de 2005 (Estados Unidos)

### Skateboarding
- Carl's Jr. Skate Plaza (Estados Unidos)